# VN Nove Gorice & Vipavske doline
Velika nagrada Nove Gorice & Vipavske doline (angleško Grand Prix Vipava Valley & Crossborder Goriška) je enodnevna cestno kolesarska dirka, ki jo organizira Kolesarski klub Nova Gorica. Dirka je vpisana na UCI Europe Tour in je registrirana kot UCI kategorija 1.2, ter šteje za Pokal Slovenije. 
VN Nove Gorice & Vipavske doline je bila prvič izvedena 24. marca 2022. Skupno je bila razgiban trasa dolga 145 km in se je odvijala v okolici Nove Gorice. Profil trase je bil razgiban in najbolje so tekmovali šprinterji, ki so dobri na krajših vzponih.

## Pregled
| Leto | Zmagovalec                                          | 2. mesto                                              | 3. mesto                      | Leteči cilji                                 | Gorski cilji                                 | Dolžina | Čas zmagovalca | Viri  |
| ---- | --------------------------------------------------- | ----------------------------------------------------- | ----------------------------- | -------------------------------------------- | -------------------------------------------- | ------- | -------------- | ----- |
| 2022 | Fran Miholjević (Cycling Team Friuli ASD)           | Felix Engelhardt (Tirol KTM Cycling Team)             | Jonas Rapp (Hrinkow Advarics) | Felix Ritzinger (WSA KTM Graz p/b Leomo)     | brez                                         | 145     | 3:32:30        | [ 1 ] |
| 2023 | Adam Ťoupalík (Elkov–Kasper)                        | Filippo Fiorelli (Green Project–Bardiani–CSF–Faizanè) | Tilen Finkšt (Adria Mobil)    | Gregor Matija Černe (mebloJOGI Pro-concrete) | Gregor Matija Černe (mebloJOGI Pro-concrete) | 154,4   | 3:31:44        | [ 2 ] |
| 2024 | Mattia Negrente (Astana Qazaqstan Development Team) | Lorenzo Conforti (VF Group–Bardiani–CSF–Faizanè)      | Tilen Finkšt (Adria Mobil)    |                                              |                                              | 154,4   | 03:34:43       | [ 3 ] |